# Алиев, Хаккула
Хаккула Алиев (1912, территория современного Таджикистана — после 1971) — советский таджикский деятель сельского хозяйства, председатель колхоза «Таджикистан». В 1951 году был удостоен звания Героя Социалистического Труда, но в 1964 году был осуждён за экономические преступления и в 1974 году был лишён звания Героя.

## Биография
Хаккула Алиев родился в 1912 году, его точное место рождение дополнено неизвестно. Однако оно находится на территории современного Таджикистана. По национальности — узбек.
В 1950-х годах занимал должность главного агронома Пролетарского районного отдела хлопководства. Благодаря своему умелому руководству сумел обеспечить перевыполнение плана сбора урожая хлопка по району на 19,1 %, что давало ему право получить государственную награду. 26 июня 1951 года Хаккула был удостоен звания Героя Социалистического Труда. Затем был председателем колхоза «Таджикистан», который находился в Пролетарском (ныне Джаббар-Расуловском) районе Таджикистана.
В 1961 — 1962 годах отдал в аренду 32 гектара колхозной земли 25 гражданам, которые не были членами колхоза. В этот же период занимался составлением фиктивных нарядов, благодаря чему смог присвоить себе 12 000 послереформенных советских рублей. За эти действия, 17 февраля 1964 года судебная коллегия по уголовным делам Верховного Суда Таджикской ССР приговорила Хаккулу Алиев к 10 годам лишения свободы. Так же суд ходатайствовал о лишении Хаккулы Алиева государственных наград. Однако это ходатайство не было своевременно передано в Президиум Верховного Совета СССР, из-за того что Алиев отказался добровольно сдавать награды. 5 января 1971 года Верховный Суд Таджикской ССР вынес решение чтобы представление на лишение наград Алиева было направлено в Москву. 4 февраля 1971 года Президиум Верховного Совета СССР лишил Алиева звания Героя Социалистического Труда и ордена Ленина.
Сведения о дальнейшей судьбе Хаккулы Алиева отсутствуют.

## Награды
Хаккула Алиев был удостоен, а затем лишён следующих наград и звания:
- Звание Герой Социалистического Труда (Указ Президиума Верховного Совета СССР от 26 июня 1951, лишён 4 февраля 1971) — «за получение высоких урожаев хлопка в 1950 году на поливных землях»;
Золотая медаль «Серп и Молот» (26 июня 1951 — № 6011, лишён 4 февраля 1971);
Орден Ленина (26 июня 1951 — № 167918, лишён 4 февраля 1971).